# Cimarron (Kansas)
Cimarron település az Amerikai Egyesült Államok Kansas államában, Gray megyében, melynek megyeszékhelye is. Lakosainak száma 1981 fő (2020. április 1.).

## Népesség
A település népességének változása:

| 2010 | 2 184 |
| 2020 | 1 981 |